# 阿尔伯特·艾申莫瑟
阿尔伯特·艾申莫瑟（德語：Albert Eschenmoser，1925年8月5日—2023年7月14日），在苏黎世联邦理工学院和斯克里普斯研究所工作的瑞士化学家，1986年获沃尔夫化学奖。
他与拉沃斯拉夫·卢基伽一起对萜烯的研究以及鲨烯环化形成羊毛甾醇的反应增加了人们甾族化合物生物合成的了解。